# Mensch Mutter
Mensch Mutter ist ein deutscher Fernsehfilm des Regisseurs Florian Gärtner aus dem Jahr 2003. Die Hauptrollen sind mit Suzanne von Borsody und Rosemarie Fendel besetzt, die für ihre Darstellung der Mutter-Tochter-Beziehung im Film 2005 mit dem DIVA Award ausgezeichnet wurden. Tragende Rollen sind mit Jan Gregor Kremp, André Kaminski, Tina Ruland, Stefan Jürgens und Horst Günter Marx besetzt. 

## Handlung
Am Silvesterabend verabschiedet Verena Kröger ihren Sohn Mike, um danach mit ihrer Freundin Renate ins neue Jahr hineinzufeiern. Ein Anruf, der sie und ihren Bruder Rolf erreicht, dass ihre Mutter aufgrund eines Schlaganfalls im Krankenhaus liege, lässt das neue Jahr wenig gut beginnen. Da Rolf aufgrund seiner Familiensituation nur wenig Platz hat, steht es fest, dass Vreni ihre Mutter Hilde für eine gewisse Zeit bei sich aufnehmen wird, zumal das auch der Wunsch der alten Dame ist.
Hilde Teichmann, die ein sehr dominantes Wesen besitzt, zeigt wenig Verständnis dafür, dass Vreni und ihr Mann Manfred, ein erfolgreicher Anwalt, sich getrennt haben, obwohl Manfred Verena wegen einer jüngeren Frau verlassen hat. Vreni arbeitet, ebenso wie ihre Freundin Renate, in einem Verlag als Lektorin. Als dort die Leitung der Kinderbuchabteilung vakant ist, bekommt sie Konkurrenz in der jüngeren Dana Kosswitz, die im Marketing tätig ist. Dr. Geller, beider Vorgesetzter, teilt den Frauen mit, dass er sie beide für fähig halte, diese Position zu bekleiden. Zusammen sollen sie nun ein Konzept entwickeln, das sie während der in zwei Wochen in Augsburg stattfindenden Kinderbuchtage präsentieren sollen.
Im Haus, das der Wohnung von Verena Kröger gegenüberliegt, wohnt Arno Schuster mit seiner im Rollstuhl sitzenden Mutter, die ihm das Leben ziemlich schwer macht, und zudem an paranoider Schizophrenie leidet. Als die alte Dame stirbt, verdächtigt Hilde Teichmann Arno Schuster, dass er etwas mit dem Tod seiner Mutter zu tun hat. Frau Schuster ist allerdings an plötzlichem Herzversagen gestorben.
Als durch Dana Kosswitz’ Schuld die Präsentation auf den Kinderbuchtagen zu scheitern droht, hat Verena eine rettende Idee, die zum Erfolg führt. Dana zeigt sich als faire Verliererin. Allerdings bittet Verena um Bedenkzeit hinsichtlich der ihr nun angebotenen neuen Position, da ihre Mutter nach einem erneuten Schwächeanfall nicht in ihre eigene Wohnung zurückkehren kann und erst eine Lösung gefunden werden muss. Verena versichert ihrer Mutter, dass sie, wenn diese bei ihr bleiben wolle, auf den neuen Posten verzichten werde. Auf der Geburtstagsfeier von Hilde Teichmann kommt es zu einer unschönen Szene, was auch damit  zusammenhängt, dass Hilde im Namen von Vreni Manfred Kröger eingeladen hat. Nachdem Verena sich ausgesperrt hat, sucht sie bei Arno Schuster Zuflucht, der sein Haus verkauft hat und gerade im Begriff ist, nach Nashville zu gehen. Er versichert Verena, dass sie eine ganz wunderbare Frau sei. 
Nachdem die Feier vorbei ist, kommt es zu einer großen Aussprache zwischen Mutter und Tochter. Verena erzählt ihrer Mutter, dass sie ihr ganzes Leben lang versucht habe, so zu sein wie sie. Sie sei so schön, so toll, so witzig, so geistreich. Selbst nach ihrem Auszug, habe sie sich immer wieder dabei ertappt zu denken, dass sie, ihre Mutter, das bestimmt anders, besser gemacht hätte. Sie habe den Mann geheiratet, den sie, ihre Mutter, toll gefunden habe, und als es dann zur Trennung gekommen sei, habe sie ewig lange gebraucht, um ihr das sagen zu können. Es sei ihr durch den Kopf gegangen, wenn sie diesen tollen Mann nicht halten könne, was werde sie, ihre Mutter, dann von ihr denken. Sie habe sie nie enttäuschen wollen. Sie habe immer wieder gedacht, wenn sie, ihre Mutter, sie nicht liebe, wer solle sie dann lieben. Die Aussprache klärt so einiges zwischen Mutter und Tochter. So erfüllt Vreni ihrer Mutter auch gern deren Wunsch, zusammen mit ihrem Bruder, der Fluglehrer ist, einen Flug zu absolvieren, was allen dreien gut tut. Nur wenig später fällt Hilde erneut hin, als Vreni ihr aufhilft, meint sie, sie friere so. Vreni brüht ihr in der Küche einen heißen Tee auf, wobei ihr die Angst um die Mutter ins Gesicht geschrieben steht. Nachdem Hilde einen Schluck getrunken hat, meint sie, das tue richtig gut. Im selben Moment entgleitet ihr die Tasse, sie ist tot.
Nach der Beerdigung will Verena ihr Leben neu ordnen, sie sagt ihrem Chef ab und macht sich auf nach Nashville.

## Produktion

### Produktionsnotizen, Dreharbeiten
Die Dreharbeiten des von der Produktionsfirma Colonia Media für Degeto Film und den  Bayerischen Rundfunk erstellten Films erstreckten sich über den Zeitraum 11. März bis 11. April 2003. Gedreht wurde in München und Umgebung.

### Veröffentlichung
Seine Premiere hatte der Film am 25. September 2003 auf dem Filmfest Hamburg. Im Programm der ARD Das Erste wurde er am 20. Oktober 2004 erstmals ausgestrahlt.

## Rezeption

### Einschaltquote
Bei seiner Erstausstrahlung erreichte der Film 5,63 Millionen Zuschauer, der Marktanteil lag bei 17,9 Prozent.

### Kritik
Kino.de meinte, das Mutter-/Tochter-Drama treffe „den richtigen Ton“ und besteche durch seine beiden Hauptdarstellerinnen. Als „Geniestreich“ erweise sich die Besetzung mit „der betörenden Rosemarie Fendel und der in ihrer Vielgesichtigkeit beeindruckenden Suzanne von Borsody, die bekanntlich auch im richtigen Leben als Mutter und Tochter vereint“ seien. „Die gesamte Bandbreite der Gefühle, die in der schwierigen Mutter-/Tochter-Beziehung mitschwingen, füllen die beiden bis in die feinsten Nuancen aus. Erstaunlich auch wie der vergleichsweise junge Regisseur Florian Gärtner konsequent den richtigen Ton trifft, etwa in den Berührungsängsten der Tochter mit ihrer Mutter.“
Auch Prisma verwies auf das Mutter-Tochter-Gespann im Film wie auch im wirklichen Leben und befand: „Mit ihren Leistungen treiben sie einem die Tränen in die Augen. Stark!“
TV Spielfilm gab für Humor und Spannung jeweils einen von drei möglichen Punkten, für Anspruch zwei und zeigte mit dem Daumen nach oben. Fazit: „Anrührend erzählt, intensiv gespielt,“ wobei der Clou des Films sei, dass Rosemarie Fendel und Suzanne von Borsody auch im wahren Leben Mutter und Tochter sind.
Rainer Tittelbach von tittelbach.tv schrieb, dass die beiden Schauspielerinnen von Borsody/Fendel „Ähnlichkeiten“ zwischen ihrem Rollen-Paar „kaum ausmachen“ hätten können, da sich die realen Fraun „beide als sehr dominante Persönlichkeiten“ sehen würden, während in ‚Mensch Mutter‘ „allein die alte Dame die Hosen an hat“. Tittelbach befand, dies sei ein „leiser, hoch sensibler, anrührender Film, der nie ins Rührselige abdrifte. Das Richtige für nachdenkliche Wintertage“ und gab vier von sechs möglichen Sternen. Der junge Autor und Regisseur Florian Gärtner entwickele die Filmhandlung „‚realistisch und bis ins Detail authentisch‘“. Aufgelöst in „langen, leisen Szenen, bei denen man fast den Herzschlag der Schauspieler“ spüre, so Tittelbach, komme der Film „ohne dramatisch positionierten Konfliktstoff aus“.
Auf der Seite Filmfest Hamburg war zu lesen: „Dass man dem Thema Mütter & Töchter auch erfrischend witzige Seiten abgewinnen“ könne, zeige „diese Komödie, in der Suzanne von Borsody und Rosemarie Fendel (auch im wahren Leben Tochter und Mutter) ihrem Faible für hintergründige Komik freien Lauf“ ließen. Mit dem Film sei Regisseur Florian Gärtner „ein liebevoll-ironischer Blick auf zwei Frauengenerationen und auf Last und Stärke familiärer Strukturen gelungen: Mitten aus dem Leben!“